# Maitreyi Ramakrishnan
Maitreyi Ramakrishnan (Mississauga, Ontario; 28 de diciembre de 2001) es una actriz canadiense. Es conocida por su papel principal como la estudiante de secundaria Devi Vishwakumar en la serie de comedia para adolescentes de Netflix Yo nunca (2020-2023) y por su papel de voz en la película de Pixar Turning Red (2022).

## Primeros años y educación
Ramakrishnan nació y creció en Mississauga, Ontario, Canadá. Nació de padres hindúes tamil eelam que emigraron a Canadá como refugiados de Sri Lanka debido a la guerra civil en su país. Se identifica a sí misma como tamil canadiense en lugar de originaria de Sri Lanka. Asistió a la escuela primaria Lisgar Middle School y se graduó de la escuela secundaria Meadowvale.
Ramakrishnan tomó la decisión de seguir una carrera como actriz en su último año en Meadowvale, y obtuvo el papel en la serie de romance adolescente de Netflix Yo nunca menos de un año después. Aplazó su aceptación al programa de teatro de la Universidad de York en Toronto, al que inicialmente había planeado asistir el otoño después de graduarse de la escuela secundaria, para poder rodar la serie en Los Ángeles. En 2021, aplazó su aceptación por segunda vez, al mismo tiempo que cambió su título a estudios de derechos humanos y equidad.

## Carrera
Ramakrishnan hizo su debut como actriz profesional como Devi Vishwakumar, la protagonista, en la serie de televisión de transmisión de comedia adolescente de Netflix Yo nunca. En 2019, Mindy Kaling la eligió entre 15 000 candidatos que habían solicitado un casting abierto para el programa. Ramakrishnan creó su cinta de audición en una biblioteca local, usando la cámara de su madre, y finalmente se le pidió que enviara cuatro videos más, antes de realizar una prueba de pantalla en Los Ángeles, luego de lo cual se le ofreció el papel. Ramakrishnan tenía 17 años en el momento de su elección y no había actuado profesionalmente. Su casting recibió una gran atención de los medios, especialmente en Canadá, tanto por la naturaleza de la convocatoria de casting abierta como por su identidad tamil canadiense. Ese mismo año, Today la nombró una de las dieciocho «Innovadoras» en el Día Internacional de la Niña, una lista de niñas que rompían barreras y cambiaban el mundo.
En abril de 2020, Yo nunca se estrenó en Netflix. El personaje de Ramakrishnan, Devi Vishwakumar, una estudiante de secundaria tamil indio-estadounidense, se basa libremente en Mindy Kaling. El programa duró cuatro temporadas, hasta junio de 2023. Tanto la serie como la actuación de Ramakrishnan recibieron críticas positivas, y Variety la llamó una «actuación destacada». Recibió nominaciones para un Independent Spirit Award, un Canadian Screen Award, un MTV Movie & TV Award y dos People's Choice Awards. En julio de 2020, Netflix informó que la serie había sido vista por 40 millones de hogares en todo el mundo desde su lanzamiento. En mayo de ese año, Ramakrishnan participó en la serie de lectura en vivo Acting for a Cause, apareciendo como Olivia para una lectura en vivo de la obra de teatro de William Shakespeare Twelfth Night, para ayudar a recaudar fondos para un hospital local en Chicago, el cual estaba luchando para combatir la pandemia de COVID-19. Más tarde ese mes, presentó el segmento de transmisión en vivo de la categoría de programación infantil y juvenil para la 8.ª edición de los Canadian Screen Awards. En febrero de 2021, Ramakrishnan fue nombrada Actor Destacado en la lista "Time 100 Next", de Time, sobre las próximas cien personas influyentes en ascenso.
En marzo de 2022, Ramakrishnan fue anunciada como embajadora de marca para la campaña «Member's Always: Future Together» del minorista de ropa American Eagle, junto con Madelyn Cline, Joshua Bassett, Michael Evans Behling, Coco Gauff y Mxmtoon. Ese mes, también prestó su voz a Priya Mangal, una chica tranquila e inexpresiva del sur de Asia que es una de las amigas del protagonista en la película de comedia animada de fantasía de Pixar Turning Red. La película se estrenó el 11 de marzo en Disney+ y en cines limitados. Se reveló que Ramakrishnan daría voz a Zipp Storm en todo el contenido de la quinta encarnación de la franquicia My Little Pony. El primer proyecto, la serie web animada en 2D de formato corto My Little Pony: Tell Your Tale, se estrenó en YouTube a principios de abril. También prestó su voz al personaje de la serie animada CGI de Netflix My Little Pony: Make Your Mark, que se estrenó en septiembre y fue precedida por un especial del mismo nombre en mayo. La segunda temporada se estrenó en junio de 2023. Ese mismo mes, recibió el premio Radius honorario de la Academia de Cine y Televisión de Canadá en la 10.ª edición de los Canadian Screen Awards, por su impacto global en la televisión. En noviembre, Ramakrishnan apareció en un especial navideño de Netflix relacionado con la serie Make Your Mark, titulado My Little Pony: Winter Wishday. Le siguió el tercer especial, My Little Pony: Bridlewoodstock, en junio de 2023.
Ramakrishnan protagonizará la próxima película de comedia romántica de Netflix The Netherfield Girls, una adaptación contemporánea de la novela Orgullo y prejuicio, de Jane Austen, que marcará su debut como actriz cinematográfica.

## Filmografía

### Cine
| Año  | Título                | Rol           | Notas         | Ref(s) |
| ---- | --------------------- | ------------- | ------------- | ------ |
| 2022 | Turning Red           | Priya Mangal  | Voz           |        |
| TBA  | The Netherfield Girls | Lizzie Bennet | En desarrollo | [ 41 ] |
| 2025 | Frikier Friday 2      | Ella          |               |        |

### Televisión
| Año           | Título                           | Rol              | Notas                                | Ref(s) |
| ------------- | -------------------------------- | ---------------- | ------------------------------------ | ------ |
| 2020-2023     | Yo nunca                         | Devi Vishwakumar | Protagonista                         |        |
| 2022-presente | My Little Pony: Tell Your Tale   | Zipp Storm       | Papel de voz; serie web              | [ 39 ] |
| 2022          | My Little Pony: Make Your Mark   | Zipp Storm       | Papel de voz; serie especial         | [ 39 ] |
| 2022-presente | My Little Pony: Make Your Mark   | Zipp Storm       | Papel de voz                         |        |
| 2022          | My Little Pony: Winter Wishday   | Zipp Storm       | Papel de voz; especial de televisión | [ 39 ] |
| 2023          | My Little Pony: Birdlewoodstoock | Zipp Storm       | Papel de voz; especial de televisión |        |